# Itamar
Itamar (hebreo ‘íŽthâmâr) que quizá significa “isla (costa) de la palma (de las palmas o las palmeras”, fue uno de los primeros sacerdotes en tiempo de Moisés.
Itamar fue de la tribu de Levi, hijo de Aarón y de Elisabet; fue sacerdote en el desierto del Sinaí.

## Sacerdocio
Fue consagrado al sacerdocio junto con su padre y sus 3 hermanos (Éxodo 28: 1; 1 Crónicas 24: 2). Recibió la responsabilidad de cuidar los registros de los materiales de construcción reunidos para la edificación del tabernáculo y su equipo (Éxodo 38: 21), y fue nombrado supervisor de los levitas gersonitas y meraritas (Números 4: 21 - 33). Aunque el cargo de sumo sacerdote pasaba generalmente a los descendientes de Eleazar, fue ocupado por unas pocas generaciones por los de Itamar; es decir, desde Elí hasta Abiatar, desde los días de Samuel hasta Salomón. A la línea de ltamar pertenecían 8 de los 24 grupos en que David organizó a los sacerdotes (1 Crónicas 24: 4 - 18). Sus descendientes son mencionados entre los sacerdotes postexílicos (Esdras 8: 2).